# Grønvask
Grønvask (eller grønvaskning) (kendt siden 1997, fra engelsk greenwashing) er en form for spin, hvor man ved vildledende markedsføring af en organisations eller virksomheds aktiviteter eller produkter fremstiller disse mere miljøvenlige og bæredygtige end de er.
Grønvask beskyldes for, i kombination med mangelfuld kontrol, dels at underminere forbrugeres tillid til virksomheders grønne tiltag, dels at gøre det sværere for forbrugere at presse virksomheder til at omstille til grønnere fremstillingsprocesser og virksomhedsdrift. Mange virksomheder forbedrer deres image i offentligheden ved hjælp af grønvask, hvilket især ved store komplekse virksomheder kan sløre sandheden.
Stadig mere forskning inden for social og miljømæssig ansvarlighed tyder på, at uden tilstrækkelig overvågning og kontrol bliver virksomheders grønne tiltag alt for nemt til komediespil og bedrag. Omvendt oplever mange virksomheder, at når de omstiller til en ansvarlig og bæredygtig strategi, og søger at forstå og tilegne sig de nye begreber, kræver det grundlæggende ændringer i virksomhedskulturen. Forbrugere bliver ikke overtalt til at købe, blot fordi virksomheden kommunikerer sine grønne budskaber.

## Definition og eksempler
Vi lever som bekendt i kommunikationens tidsalder, og det, man siger, har tit større vægt end det, man gør. Derfor har vi i dag en situation, hvor mange lande, der selv er store forbrugere af fossile brændsler - og store fossile-CO2-udledere - kan kalde sig grønne foregangslande, selv om de ikke har en troværdig klimapolitik. Det er æraen for den store "grønvaskemaskine".
I dag siger alle aktørerne på de finansielle markeder 'grøn, grøn, grøn'. Mange tak. Men kan I faktisk fortælle os, hvor grønne I er?
Man opererer med syv synder inden for grønvask:
1. Skjult kompromis: at påstå, produktet er grønt, baseret på få egenskaber, uden hensyntagen til andre vigtige miljøspørgsmål; fx er papir fremstillet af træ fra bæredygtigt skovbrug ikke nødvendigvis af den grund bæredygtigt, da også forbrug af energi og kemikalier i papirproduktionen skal med i overvejelserne.
2. Manglende bevis: at påstå egenskaber ved produktet, som ikke kan eftervises gennem tilgængelig information eller ved uvildig certificering.
3. Uklarhed: at påstå egenskaber ved produktet, som er så bredt eller uklart definerede, at de sandsynligvis misforstås af forbrugeren; fx at et produkt kun indeholder "naturlige" bestanddele, når stoffer som arsenik, uran, kviksølv og formaldehyd alle er naturligt forekommende og giftige.
4. Falsk anbefaling: at påstå, produktet har fået en uvildig anbefaling, et miljømærke, når dette ikke er tilfældet.
5. Produktet uvedkommende: at påstå egenskaber ved produktet, som godt kan være sande, men er uden betydning for forbrugerens vurdering af produktets miljøvenlighed; fx at påstå, produktet ikke indeholder stoffer, som det i øvrigt er forbudt at bruge, såsom CFC-gas.
6. Mindste af to onder: at påstå egenskaber ved produktet, som godt kan være sande for så vidt angår en snæver produkt-kategori, men som kan vildlede forbrugeren hvad angår en bredere produkt-kategori; fx at påstå, firehjulstrækkere er brændstoføkonomiske.
7. Løgn: at påstå noget om produktet, som ganske enkelt er løgn; dette er den sjældneste af synderne.

Mens grønvask altid har været forbundet med miljø og bæredygtighed, har visse forskere også brugt begrebet med henvisning til økonomiske og sociale faktorer. Andre har foreslået en mere nuanceret definition i lyset af, det ofte er meget nemt at fremkomme med uretfærdige beskyldninger om grønvask.
Grønvask viser sig ofte som et misforhold mellem de beløb, en virksomhed bruger på at markedsføre sig som grøn og så de beløb, man faktisk bruger på at drive virksomheden på bæredygtig vis. Eksempelvis brugte amerikanske forsyningsselskaber i 1969 otte gange så mange penge på at reklamere for deres forureningsbekæmpende tiltag som de brugte på selve tiltagene.
Grønvask omfatter alt, fra at ændre navnet på en vare der indeholder skadelige kemikalier til et nyt, der giver associationer til noget grønt og naturligt, og til at bruge store summer på at få en stærkt drivhusgasudledende virksomhed til at fremstå som miljøvenlig. Man slører virksomhedens ikke-bæredygtige forretningsstrategi med grønvask.
I 2009 ændrede McDonald's deres europæiske logo fra gul-rød til gul-grøn; en talsmand forklarede ændringen med, at virksomheden ønskede at tydeliggøre virksomhedens forpligtelse til at passe på naturens ressourcer.

## Kontrol og regulering
I begyndelsen af 2021 offentliggjorde EU-Kommissionen en forbrugerundersøgelse af online-virksomheder inden for beklædning, kosmetik og husholdningsudstyr, der alle hævdede at sælge miljøvenlige produkter. Ud af 344 påstande om miljøvenlighed var 37 % vage og generelle udsagn som „bevidst“, „miljøvenlig“ eller „bæredygtig“, og i 59 % af tilfældene havde virksomhederne ikke tilstrækkelig dokumentation for deres påstande. EU-Kommissionen vurderede, at 42 % af virksomhederne kommunikerede ’grønne’ påstande, som var overdrevne, falske eller vildledende.
På den danske finanslov for 2022 blev der afsat 28 mio kr til Forbrugerombudsmandens kamp mod grønvask de næste fire år.